# Neoscotia placida
Neoscotia placida là một loài ruồi trong họ Tachinidae.